# Type 58
O Type 58 (em coreano:  58식자동보총) é um fuzil de assalto fabricado na Coreia do Norte, derivado do AK-47 soviético projetado por Mikhail Kalashnikov. Esta foi a primeira arma fabricada na Coreia do Norte junto com a PPSh-41, fabricada sob licença como Type 49. Foi fabricado nas Fábricas 61 e 65 em Chongjin.

## História
Após a Guerra da Coreia (1950-1953), a Coreia do Norte aliou-se à União Soviética e continuou a receber apoio militar deles durante a Guerra Fria. O presidente Kim Il Sung ordenou a fabricação do Type 58. O fuzil de assalto foi produzido pela primeira vez em 1958. Estes foram feitos inicialmente com componentes soviéticos até que os norte-coreanos conseguiram fabricar as peças por conta própria.
Antes do término da produção do Type 58, foi relatado que cerca de 800.000 unidades foram fabricadas. A Coreia do Norte acabou direcionando a produção para o Type 68, uma vez que estava demorando muito para fabricar o Type 58, embora o custo da mão de obra para fabricar o fuzil de assalto não fosse um problema. A produção acabou sendo interrompida em 1968 e transferida para o Type 68 no mesmo ano.
O Type 58 foi exportado para Cuba e Vietnã na década de 1960, antes de aparecer em partes de África, Oriente Médio e América do Sul.
O Type 68 foi exportado secretamente para a Frente Farabundo Martí de Libertação Nacional na década de 1980.

## Projeto

### Type 58
Enquanto o Type 58 é baseado no AK-47 com o receptáculo fresado, a diferença entre os dois fuzis de assalto é que o primeiro tem marcas de identificação como a estrela de cinco pontas em um círculo e o Type 58 em hangul. O Type 58 tem uma cadência de disparo de 600-650 tpm.
A qualidade do acabamento azulado do Type 58 depende, o que geralmente varia de médio a ruim.
Os modelos de produção inicial não foram feitos com reténs de baioneta. Modelos posteriores foram produzidos com os referidos reténs de baioneta.

### Type 68
O Type 68 foi feito com recursos do Type 58, como coronha de madeira catalpa sólida, punho de pistola de madeira, guarda-mãos e tampas superiores de chapa de aço lisa. Ele tem um suporte de retenção giratório soldado a ponto no lado esquerdo do receptáculo. O pino do punho de pistola e a espiga inferior da coronha são rebitados no lugar. O bloco de gás fresado é plano em ambos os lados e, como o Type 58, tem um giro de estilingue que se estende para fora do lado esquerdo. A variante de coronha dobrável do Type 68 tem o projeto de dobramento para baixo soviético com suportes de aço e soleira estampados. As alças de mira são graduadas para uma distância de 800 metros. O grupo de gatilho não é baseado no AKM soviético. Em vez disso, o gatilho é um projeto de gancho duplo baseado em AK baseados em receptáculo fresado.
O fuzil tem um comprimento de cano de 415 mm com uma velocidade de 715 m/s. Sua cadência de tiro prática é de 40-100 tpm. Embora tenha um alcance de mira de 800 metros, seu alcance efetivo é de 300 a 400 metros.
Enquanto os Type 68 usavam marcações hangul nos seletores de tiro, as versões exportadas usam marcações não hangul com 1 para semiautomático e um símbolo de infinito para tiro automático. As marcações consistem em uma estrela de cinco pontas em um círculo e Type 68 em hangul.

## Variantes

### Type 58-1
Uma variante do Type 58 com coronha dobrável.

### Type 68
O Type 68 também conhecido como Type 68 NK, é uma versão norte-coreana do AKM, foi adotado em 1968 para substituir o Type 58. Não possui redutor de cadência. Ele tem sua própria baioneta, que é baseada na baioneta do AK-47, mas possui um suporte com alças diferente para ela. Essas baionetas também foram emitidas em Cuba, que têm bainhas verdes em vez de bainhas bege, usadas no Exército Popular da Coreia.

### Type 68-1
O Type 68-1 apresenta uma coronha dobrável como o AKMS com furos para ajudar a reduzir o peso geral.

## Operadores
- Cuba: Conhecido por ter o Type 58 na década de 1960.[4] Também recebeu o Type 68.[3]
- Granada: Recuperados pelas forças dos Estados Unidos após a Operação Fúria Urgente.[1]
- Nicarágua: Exército Popular Sandinista. Além de receberem Type 58 e Type 68, eles também receberam bandoleiras e bolsas para carregadores do Type 68.[12]
- Coreia do Norte[3]
- Peru: Type 68 usado pela Polícia Nacional do Peru, mais reformado pela Desarrollos Industriales Casanave.[13] Cerca de 200 foram modernizados pela DC a partir de 2012.[13]
- Vietnã: Foi relatado que foi usado pelos militares norte-vietnamitas na década de 1960.[4][3]

### Operadores não estatais
- Frente Farabundo Martí de Libertação Nacional[2] também recebeu bandoleiras e bolsas de munição do Type 68, provavelmente da Nicarágua.

## Galeria

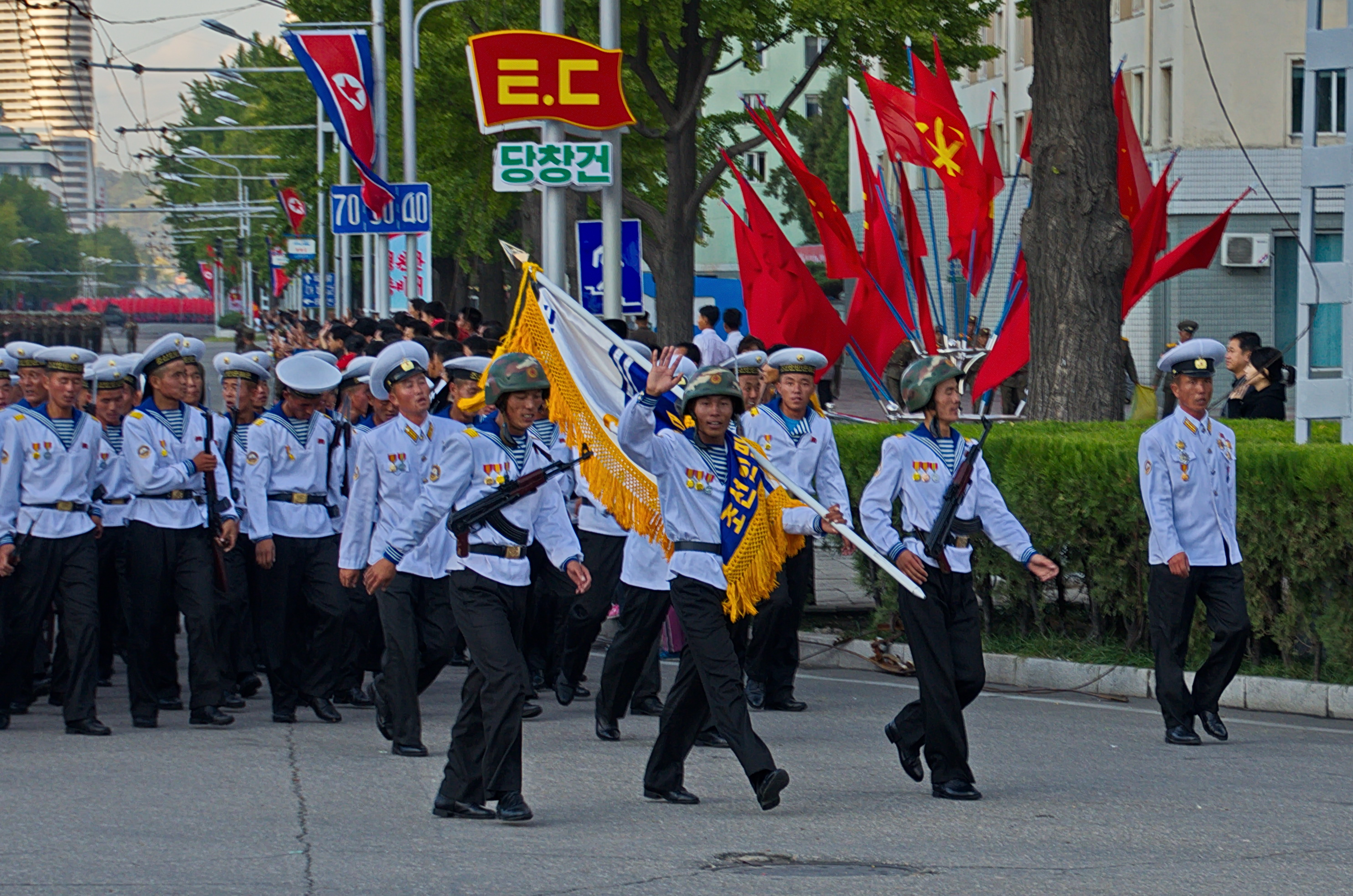
Type 68
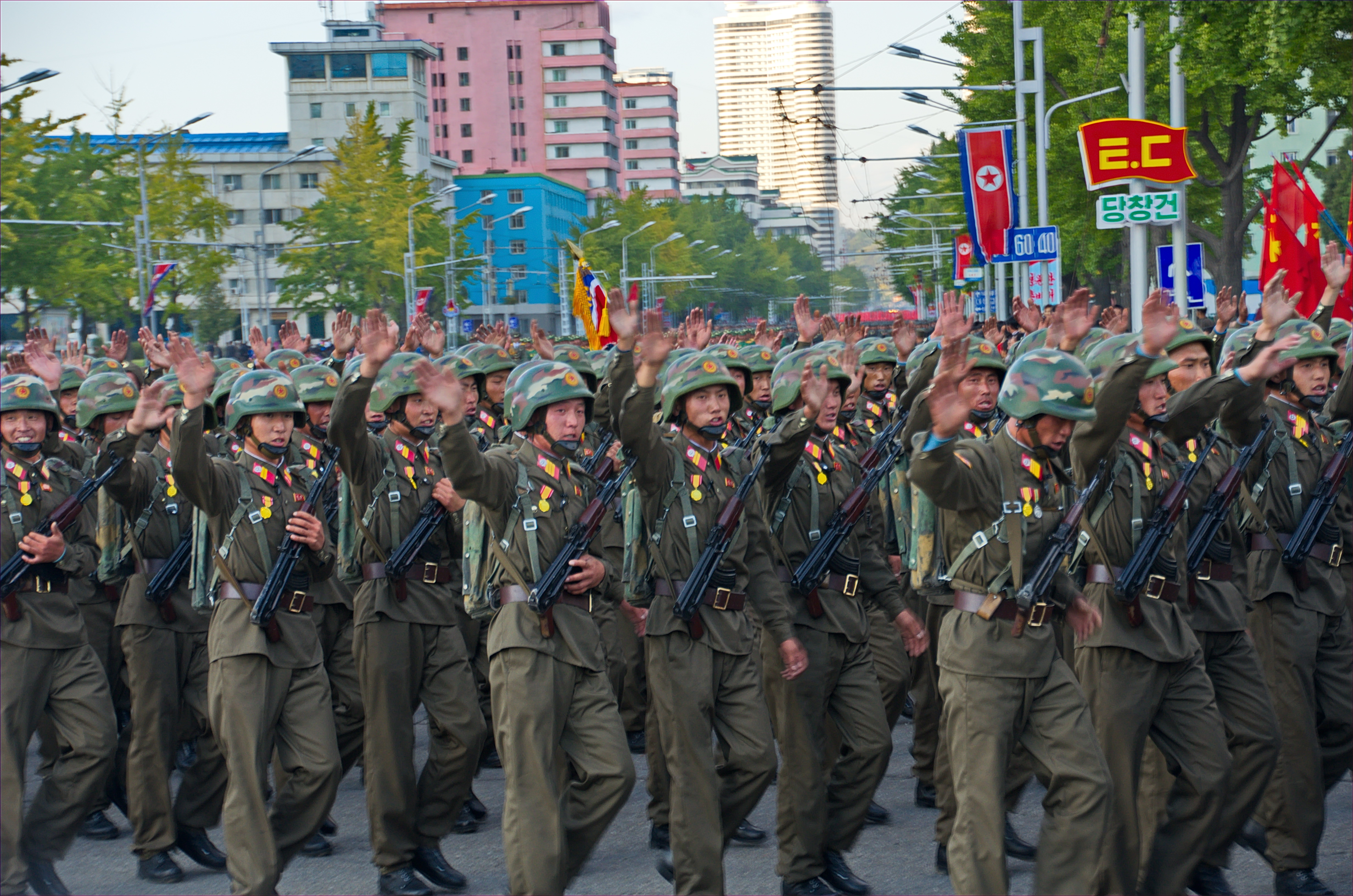
Type 68
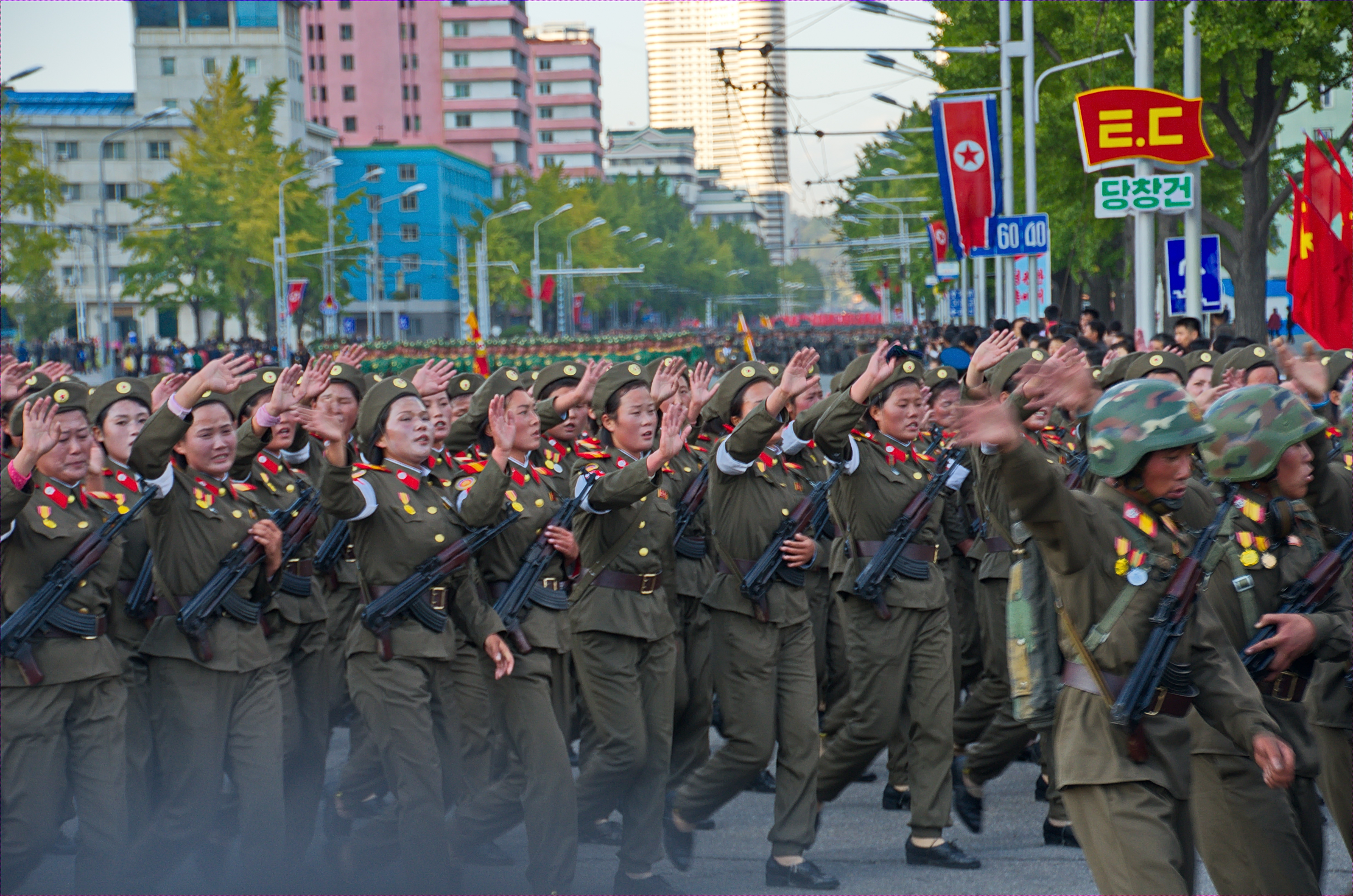
Type 68
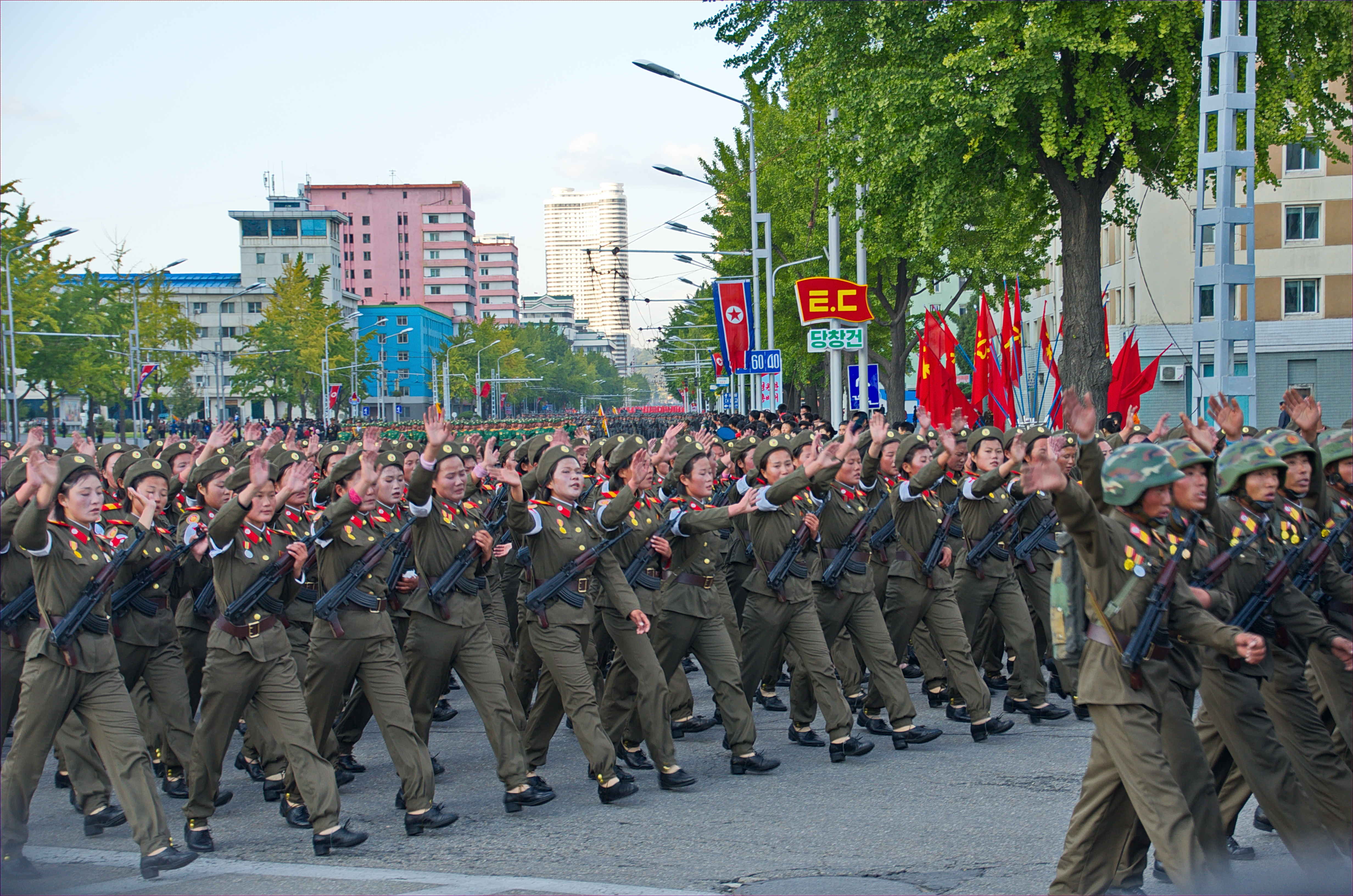
Type 68